# オリビエーロ・トスカーニ
オリビエーロ・トスカーニ（Oliviero Toscani、1942年2月28日 - 2025年1月13日）は、イタリア 、ミラノ生まれの男性写真家。
ベネトンの広告キャンペーンの作品を手がけたことで世界的に知られる。

## 生涯
チューリッヒで写真を学び、ローマの広告代理店に入社。『エル』『ヴォーグ』等の雑誌でファッション写真を撮り、1983年よりベネトン社と契約。ベネトンでは、およそ従来のファッションブランドの広告写真からはかけ離れたAIDS、人種差別、戦争、死刑制度等を正面から取り上げ、その強烈な作品は世界各地で大きな議論を呼んだ。
2025年1月13日、10日からアミロイドーシスにより入院していたチェーチナの病院で死去。82歳没。

## 反人種差別キャンペーン
彼のベネトンにおける最初の業績は1989年に始められた反人種差別キャンペーンである。黒人女性が白人の赤ん坊に授乳をしているポスターであり、彼はこのポスターに「人種の混交」という考え方を込めたという。このポスターに対し、未だアパルトヘイトが存続していた南アフリカ共和国のベネトン代理店は難色を示し、ポスターの再製作を依頼したがルチアーノ・ベネトンはこれを拒絶した。後に南アフリカ初の黒人大統領になったネルソン・マンデラは彼らを賞賛し、南アフリカに彼らを招待している。

## 著作
- 『広告は私達に微笑みかける死体（La Pub est une charogne qui nous sourit）』(紀伊国屋書店刊)